# سورين سبانينغ
سورين سبانينغ (بالدنماركية: Søren Spanning)‏ هو ممثل دنماركي، ولد في 30 مايو 1951 في الدنمارك.

## وصلات خارجية
- سورين سبانينغ على موقع IMDb (الإنجليزية)
- سورين سبانينغ على موقع ألو سيني (الفرنسية)
- سورين سبانينغ على موقع أول موفي (الإنجليزية)
- سورين سبانينغ على موقع قاعدة بيانات الأفلام السويدية (السويدية)
- سورين سبانينغ على موقع قاعدة بيانات الفيلم (الإنجليزية)
- سورين سبانينغ على موقع كينوبويسك (الروسية)